# 岩澤厚治
岩泽厚治（日语：／ iwasawa Kouji，1976年10月14日—），出身於日本神奈川縣橫濱市磯子區岡村，是日本的二人樂隊柚子的副隊長。目前已婚。

## 人物

### 早年及教育
- 3岁时进入冈村幼儿园，跟专业音乐老师学习口琴
- 与柚子乐队成员北川悠仁同在横滨市立冈村小学上学。
- 13岁开始弹吉他（父亲给的生日礼物）。
- 横滨市立冈村中学3年级的时候，第一次和北川同班。
- 参加神奈川县立富岡高等学校的橄榄球部。

### 其他
- 吉他使用雅马哈·FG系列的定制模型。口琴使用TOMBO的MAJORBOY。